# Arachnaleyrodes
Arachnaleyrodes is een geslacht van halfvleugeligen (Hemiptera) uit de familie witte vliegen (Aleyrodidae), onderfamilie Aleyrodinae.
De wetenschappelijke naam van dit geslacht is voor het eerst geldig gepubliceerd door Bink-Moenen in 1983. De typesoort is Arachnaleyrodes insignis.

## Soort
Arachnaleyrodes omvat de volgende soort:
- Arachnaleyrodes insignis Bink-Moenen, 1983